# Liste der Codices Palatini germanici 500–599

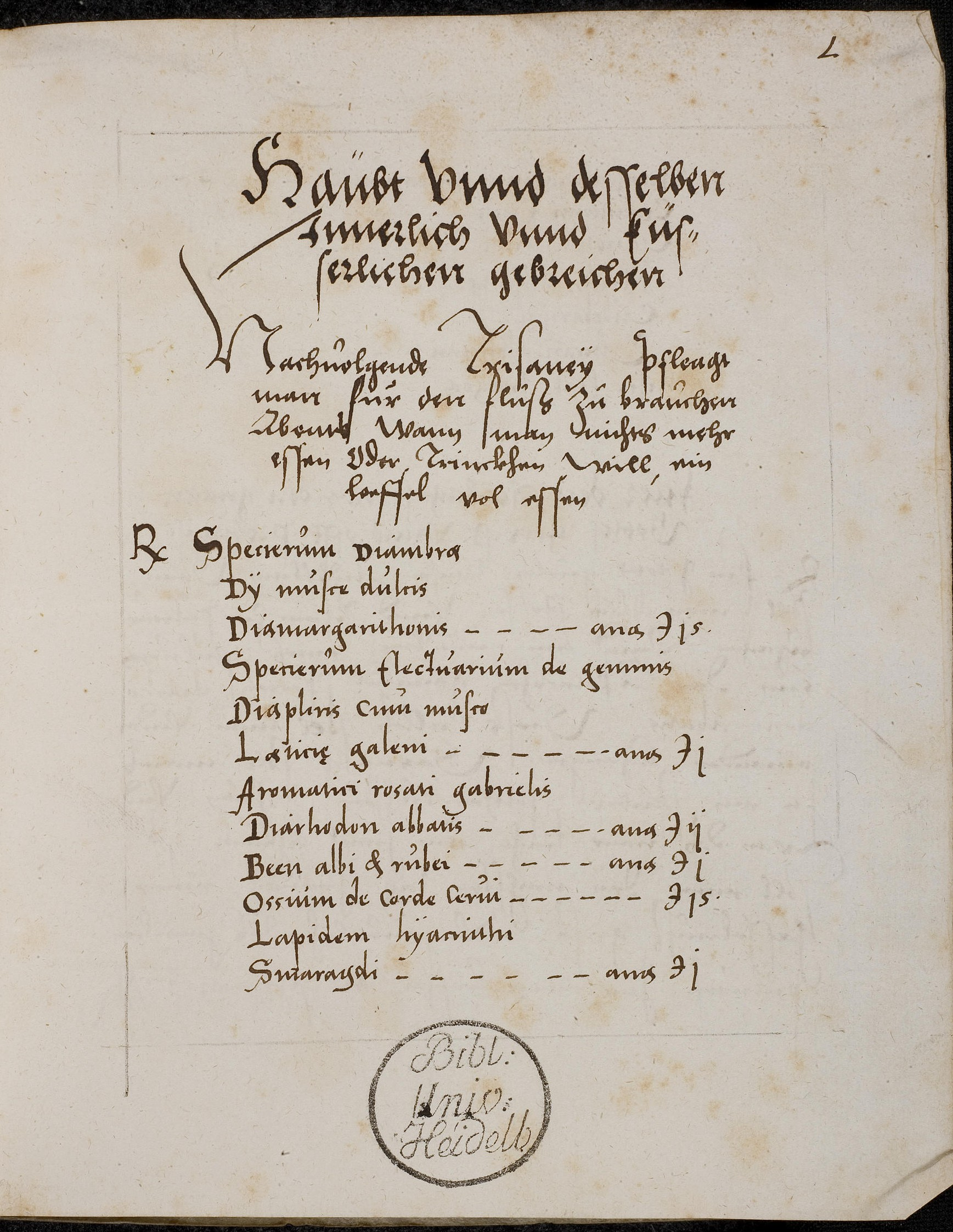
Cod. Pal. germ. 500, Blatt 1r

Diese Liste der Codices Palatini germanici gibt einen Überblick über die Handschriften 500–599 der insgesamt 848 Codices Palatini germanici (Cod. Pal. germ.; Cpg), mit Zusammenstellung der wichtigsten äußeren Daten.
Die Codices Palatini germanici sind die deutschsprachigen Handschriften der Bibliotheca Palatina, die nach wechselvoller Geschichte seit 1816 fast vollständig in der Universitätsbibliothek Heidelberg aufbewahrt werden; 1888 kam der letzte noch fehlende Bestandteil hinzu, der Codex Manesse (Cod. Pal. germ. 848).

## Liste der Handschriften Cod. Pal. germ. 500–599
Die Sprache aller Handschriften ist deutsch, es sei denn, es wäre ausdrücklich anders angegeben. Gleiches gilt für Handschriften mit lateinischen Titeln für deutsche Übersetzungen. Alle Codices sind normalerweise Handschriften, sollten es frühe Druckwerke oder Inkunabeln sein, ist dies angegeben.
Die Spalte ganz links verlinkt Wikipedia-Artikel zu den einzelnen Handschriften; die Spalte ganz rechts verlinkt die Startseiten der jeweiligen Digitalisate der Universitätsbibliothek Heidelberg.
| Cpg-Nr.      | Inhalte | Entstehungsort und -zeit | Material | Blattzahl | Maße in cm | UB-Heidelberg |
| ------------ | --- | --- | --- | --- | --- | --- |
| Cpg 500      | Gräfin Juliana von Nassau-Dillenburg (?): Medizinische Rezeptsammlung | Kaiserslautern (?) / Heidelberg (?), um 1575 | Papier | 86 Blatt | 19,9 × 16,1 | Digitalisat |
| Cpg 501      | Nicolás Monardes: Tratado de la piedra bezaar, y dela yerua escuerçonera (deutsch); Nicolás Monardes: Primera y segunda y tercera partes de la historia medicinal ... (deutsch, Auszüge) | Zweibrücken (?) / Heidelberg, 1580/1581 | Papier | 80 Blatt | 19,7 × 16 | Digitalisat |
| Cpg 502      | Feuerwerkbuch von 1420; Rossarznei | Südwestdeutschland, um 1470 | Papier | 110 Blatt | 20,7 × 14,3 | Digitalisat |
| Cpg 503      | Astrologische Sammelhandschrift | südliches Bayern, um 1485 | Papier | 193 Blatt | 20,7 × 15,1 | Digitalisat |
| Cpg 504      | Michael Toxites: De duobus cervis elegia (deutsch und französisch) | Heidelberg (?), um 1545/1550 | Papier | 43 Blatt | 21,6 × 16,9 | Digitalisat |
| Cpg 505      | Medizinische Rezeptsammlung | Kaiserslautern (?), um 1580(?) | Papier | 40 Blatt | 21,8 × 15,1 | Digitalisat |
| Cpg 506      | Medizinische Rezeptsammlung | Worms (?), 2. Hälfte 16. Jh. | Papier | 46 Blatt | 21,1 × 16,2 | Digitalisat |
| Cpg 507      | Lukas Mai: Ein Schoene vnnd newe Comedien | Heidelberg (?), um 1561 | Papier | 84 Blatt | 19,6 × 15,1 | Digitalisat |
| Cpg 508      | Nicolaus Rensberger: Geometria | Coburg, 1565 | Papier | 27 Blatt | 19,6–19,8 × 15,8 | Digitalisat |
| Cpg 509      | Medizinische Rezeptsammlung | Kaiserslautern (?) / Heidelberg (?), um 1570 | Papier | 54 Blatt | 20,1 × 15,9 | Digitalisat |
| Cpg 510      | Medizinisch-kosmetische Rezeptsammlung | Kaiserslautern (?) / Heidelberg (?), um 1570 | Papier | 102 Blatt | 20 × 15,6 | Digitalisat |
| Cpg 511      | Astrologische Sammelhandschrift | Bayern (Passau?), um 1490 | Papier | 96 Blatt | 19,9 × 14 | Digitalisat |
| Cpg 512      | Wolfgang Geuß: Nativität für Pfalzgraf Friedrich IV. | Nürnberg, 1574 | Papier | 30 Blatt | 19,5 × 15 | Digitalisat |
| Cpg 513      | Medizinisch-kosmetische Rezepthandschrift | Kaiserslautern (?) / Heidelberg (?), um 1570 | Papier | 52 Blatt | 20,1 × 15,5 | Digitalisat |
| Cpg 514      | Medizinische Rezeptsammlung | Dresden (?), um 1580 | Papier | 94 Blatt | 19,6 × 15,3 | Digitalisat |
| Cpg 515      | Andreas Gentzsch: Medizinische Rezeptsammlung | Dresden, 1581 | Papier | 45 Blatt | 18,6 × 14,8 | Digitalisat |
| Cpg 516      | (Heinrich Alting?): Katechetischer Religionsunterricht und Institutio practica für Pfalzgraf Friedrich V. (französisch/deutsch) | Heidelberg (?), nach 1612 | Papier | 500 Blatt | 19,5 × 15 | Digitalisat |
| Cpg 517      | (Heinrich Alting?): Katechetischer Religionsunterricht und Institutio practica für Pfalzgraf Friedrich V. | Heidelberg, 1606–1608 | Papier | 263 Blatt | 20.7 × 16 | Digitalisat |
| Cpg 518      | Antireformatorisch-apologetischer Traktat | Augsburg, nach 1517 | Papier | 106 Blatt | 21 × 15,5 | Digitalisat |
| Cpg 519      | Gebetbuch | Heidelberg, zwischen 1581 und 1590 | Papier | 71 Blatt | 20,5–20,9 × 15,9–16,4 | Digitalisat |
| Cpg 520      | Kinderkatechismus für Kurprinz Friedrich IV., erster Teil | Heidelberg, nach 1586 | Papier | 50 Blatt | 19,5 × 15,8 | Digitalisat |
| Cpg 521      | Theologischer Text gegen falsche Prediger und Propheten | Bayern, um 1560 | Papier | 613 Blatt | 22 × 16,5 | Digitalisat |
| Cpg 522      | Thomas Naogeorgus: In Primam D. Ioannis Epistolam Annotationes (deutsch) | Stuttgart (?), 1554 | Papier | 150 Blatt | 20,5 × 14,5 | Digitalisat |
| Cpg 523      | Rossarzneien | Amberg (?), 1570 | Papier | 37 Blatt | 22,4 × 15,7 | Digitalisat |
| Cpg 524      | Gynäkologische Rezeptsammlungen (medizinisch) | Dresden (?), um 1550 | Papier | 181 Blatt | 18 × 14,9 | Digitalisat |
| Cpg 525      | (1.) Sächsische Weltchronik mit 1. und 4. bairischer Fortsetzung; Hans Rosenplüt: Von der Hussenflucht; Balthasar Mandelreiß: Türkenschrei; (2.) Philipp der Bruder: Marienleben | (1.) Neuburg/D. (?) / Ingolstadt (?), 1445–1454; (2.) Bayern, 1423 | Papier | 327 Blatt | 20,7 × 13,9 | Digitalisat |
| Cpg 526      | Medizinische Rezept- und Traktatsammlung | Wien (?) / Passau (?), 1487 (?) bis 1493 | Papier | 263 Blatt | 20,3 × 14,9 | Digitalisat |
| Cpg 527      | Rezeptsammlung (medizinisch) | Heidelberg (?) / Kaiserslautern (?), um 1590 | Papier | 174 Blatt | 19,5 × 15,2 | Digitalisat |
| Cpg 528      | Medizinische Rezeptsammlung | Kaiserslautern (?), um 1580 (?) | Papier | 30 Blatt | 21,7 × 14,9 | Digitalisat |
| Cpg 529      | Simon Maurer: Rezeptsammlung (medizinisch); Philipp Zeitz: Rezeptsammlung (medizinisch) | Schwaben (Ebingen?), um 1590 | Papier | 180 Blatt | 20,2 × 15,4 | Digitalisat |
| Cpg 530      | Medizinische Rezeptsammlung | Augsburg (?), um 1565 | Papier | 67 Blatt | 22,2 × 16,3 | Digitalisat |
| Cpg 531      | Johann Naeve: Rezeptsammlung (medizinische und Kochrezepte) | Dresden (?), um 1570/1575 | Papier | 20 Blatt | 20 × 15,6 | Digitalisat |
| Cpg 532      | Modestin Fachs: Probierbuch; Regula allegationis; Rechenbuch für Münzmeister | Hessen (?) / Thüringen (?), wenig vor 1565 | Papier | 117 Blatt | 21 × 15,5 | Digitalisat |
| Cpg 533      | Register zu einer medizinischen Handschrift | Amberg, 1572 | Papier | 50 Blatt | 15,6 × 20,2 | Digitalisat |
| Cpg 534      | Register zu zwei medizinischen Handschriften | Amberg, nach 1566/um 1573 | Papier | 190 Blatt | 20,4 × 15,3 | Digitalisat |
| Cpg 535      | (1.) Martin Mirus: Predigt; (2.) Gebete; (3.) Gebete, zum Teil aus dem Seelengärtlein (Hortulus animæ, deutsch) | (1.) Sachsen, Ende 16. Jh.; (2.) Heidelberg (?), Ende 16. Jh. (3.) Kaiserslautern (?) / Heidelberg (?), Ende 16. Jh. | Papier | 58 Blatt | 21–21,5 × 15,5 | Digitalisat |
| Cpg 536      | Johann Nagl: Katechismus | Kaiserslautern, um 1580 | Papier | 206 Blatt | 20 × 14,5 | Digitalisat |
| Cpg 537      | Sammlung mystischer Predigten und Gebete | Schwaben (Augsburg?), um 1440 | Papier | 196 Blatt | 20,7 × 15 | Digitalisat |
| Cpg 538      | (1.) Thomas Peuntner: Beichtbüchlein; (2.) Marquard von Lindau: Eucharistietraktat | (1.) Schwaben (Augsburg?), um 1480; (2.) Schwaben, 1463 | Papier | 106 Blatt | 20,8 × 14,5 | Digitalisat |
| Cpg 539      | Phisionomia; Macer; Fränkisches Arzneibuch; Bartholomäus (Arzneibuch) | Ostfranken (?) / Rheinfranken (?) / Hessen (?), um 1425 | Papier | 56 Blatt | 20,4 × 14,3 | Digitalisat |
| Cpg 540      | Iordanus Rufus: Hippiatria (deutsch); Rossarzneien | Heidelberg (?), um 1400 | Pergament und Papier | 65 Blatt | 18,3 × 13,7 | Digitalisat |
| Cpg 541      | Nürnberger medizinische Fragstücke; Heinrich Ruofelman: medizinische Rezeptsammlung | Hochrheingebiet (?), um 1560 | Papier | 76 Blatt | 20 × 14,8 | Digitalisat |
| Cpg 542      | Medizinische Rezeptsammlung | Kaiserslautern (?), um 1580 (?) | Papier | 44 Blatt | 21,6 × 14,9 | Digitalisat |
| Cpg 543      | Heinrich Knaust: Concordiae laus (Wider den Neidhart) | Oberpfalz (?), 1588 | Papier | 44 Blatt | 20 × 15 | Digitalisat |
| Cpg 544      | Alchemistische Rezeptsammlung | Amberg (?), um 1570/1575 | Papier | 155 Blatt | 22 × 16,5 | Digitalisat |
| Cpg 545      | Medizinische Rezeptsammlung und Traktate | Nürnberg (?), 1474 | Papier | 205 Blatt | 21,1 × 14,9 | Digitalisat |
| Cpg 546      | Endres Fuchs von Bimbach: Rezeptsammlung | Oberpfalz (Amberg?), 1567 | Papier | 101 Blatt | 21,3 × 16,3 | Digitalisat |
| Cpg 547      | Gräfin von Manderscheid: Rezeptsammlung | Grafschaft Manderscheid (?), um 1575 | Papier | 93 Blatt | 21,5 × 16,2 | Digitalisat |
| Cpg 548      | Medizinische Rezeptsammlung | Kaiserslautern (?) / Heidelberg (?), 1572 | Papier | 67 Blatt | 20,8 × 16,5 | Digitalisat |
| Cpg 549      | Medizinische Rezeptsammlung | Bodenseegebiet, um 1440 | Papier | 108 Blatt | 21,5 × 14,5 | Digitalisat |
| Cpg 550      | Johann Henckel von Butzbach: Alchemie | Eberstadt, 1564 | Papier | 201 Blatt | 21,3 × 16,5 | Digitalisat |
| Cpg 551      | (1.) Anleitung zum Bortenweben; (2.) Medizinische Rezeptsammlung; (3.) Kochbücher | Bairisch-mitteldeutscher Grenzraum: (1.) 1471–1475; (2.) um 1475; (3.) 1450–1455 | Papier | 241 | 21 × 15 | Digitalisat |
| Cpg 552      | Losbuch; Geomantie; Lebensplaneten; Verworfene Tage | Grünsfeld, 1492 | Papier | 58 Blatt | 23 × 16,8 | Digitalisat |
| Cpg 553      | Medizinische Rezeptsammlung; Gräfin von Manderscheid: Rezeptsammlung | Augsburg (?) / Amberg (?), um 1585/1590 | Papier | 153 Blatt | 20,8 × 15,8 | Digitalisat |
| Cpg 554      | Gräfin Juliana von Nassau-Dillenburg: Medizinische Rezeptsammlung | Heidelberg (?) / Amberg (?), um 1560/1570 | Papier | 50 Blatt | 24 × 16,5 | Digitalisat |
| Cpg 555      | Kochbuch | Schwaben, 1565 | Papier | 222 Blatt | 21,5 × 15,5 | Digitalisat |
| Cpg 556      | Medizinische Rezeptsammlungen; Nürnberger Fragstück für Wundärzte | Kaiserslautern (?) / Amberg (?), 1563 | Papier | 107 Blatt | 21 × 16 | Digitalisat |
| Cpg 557      | Iatromathematisches Hausbuch u. a. | nördliches Bodenseegebiet (?), 1468 | Papier | 97 Blatt | 19,5 × 14,2 | Digitalisat |
| Cpg 558      | Medizinische Sammelhandschrift: Harnschautraktat; Erhart Hesel: Arzneibuch; Michael Puff von Schrick: Von den ausgebrannten Wässern; Bairisches Aderlassbüchlein (vor 1480); Ortolf von Baierland: Arzneibuch u. a. | Nordbayern (Oberpfalz?), um 1470 – um 1485 | Papier | 225 Blatt | 22,1 × 15,9 | Digitalisat |
| Cpg 559      | Dorothea Susanne von Sachsen-Weimar: Medizinische Rezeptsammlung (Auszug) | Amberg (?), um 1575 | Papier | 180 Blatt | 24 × 15,9 | Digitalisat |
| Cpg 560      | Hedwig von Hessen-Marburg: Medizinische Rezeptsammlung | Marburg (?), um 1580 | Papier | 114 Blatt | 20 × 14,5 | Digitalisat |
| Cpg 561      | (1.) Christoph von Württemberg: Medizinische Rezeptsammlung; (2.) Wilhelm von Nassau: Medizinische Rezeptsammlung | Kaiserslautern (?) / Heidelberg, (1.) um 1578, (2.) 1579 | Papier | 220 Blatt | 20,5 × 16 | Digitalisat |
| Cpg 562      | Hans Schermer: Über Basteibau; Feuerwerkbuch von 1420; Sammlung medizinischer, Zauber-, Scherz- und Hausrezepte | Nordbayern, um 1490 | Papier | 60 Blatt | 22,4–23 × 15,3–16,5 | Digitalisat |
| Cpg 563      | Reformatorische Sammelhandschrift | Oberrheingebiet / Schwaben / Heidelberg (?), zwischen 1525 und 1560 | Papier | 116 Blatt | 20,4–22,3 × 14,6–16,5 | Digitalisat |
| Cpg 564      | Kinderkatechismus für Kurprinz Friedrich IV., zweiter Teil | Heidelberg, 1585 | Papier | 160 Blatt | 21,7 × 16 | Digitalisat |
| olim Cpg 565 | Zwischen 1816 (Cpg 565 im Verzeichnis der Bücher genannt, die aus der Vaticana nach Heidelberg zurückgegeben wurden) und 1873 (das Fehlen von Cpg 565 wurde vom damaligen Oberbibliothekar der UB-Heidelberg vermerkt) wurde diesem Codex eine andere Signatur zugeordnet, er liegt seither unter Cod. Pal. germ. 663. | Zwischen 1816 (Cpg 565 im Verzeichnis der Bücher genannt, die aus der Vaticana nach Heidelberg zurückgegeben wurden) und 1873 (das Fehlen von Cpg 565 wurde vom damaligen Oberbibliothekar der UB-Heidelberg vermerkt) wurde diesem Codex eine andere Signatur zugeordnet, er liegt seither unter Cod. Pal. germ. 663. | Zwischen 1816 (Cpg 565 im Verzeichnis der Bücher genannt, die aus der Vaticana nach Heidelberg zurückgegeben wurden) und 1873 (das Fehlen von Cpg 565 wurde vom damaligen Oberbibliothekar der UB-Heidelberg vermerkt) wurde diesem Codex eine andere Signatur zugeordnet, er liegt seither unter Cod. Pal. germ. 663. | Zwischen 1816 (Cpg 565 im Verzeichnis der Bücher genannt, die aus der Vaticana nach Heidelberg zurückgegeben wurden) und 1873 (das Fehlen von Cpg 565 wurde vom damaligen Oberbibliothekar der UB-Heidelberg vermerkt) wurde diesem Codex eine andere Signatur zugeordnet, er liegt seither unter Cod. Pal. germ. 663. | Zwischen 1816 (Cpg 565 im Verzeichnis der Bücher genannt, die aus der Vaticana nach Heidelberg zurückgegeben wurden) und 1873 (das Fehlen von Cpg 565 wurde vom damaligen Oberbibliothekar der UB-Heidelberg vermerkt) wurde diesem Codex eine andere Signatur zugeordnet, er liegt seither unter Cod. Pal. germ. 663. | Zwischen 1816 (Cpg 565 im Verzeichnis der Bücher genannt, die aus der Vaticana nach Heidelberg zurückgegeben wurden) und 1873 (das Fehlen von Cpg 565 wurde vom damaligen Oberbibliothekar der UB-Heidelberg vermerkt) wurde diesem Codex eine andere Signatur zugeordnet, er liegt seither unter Cod. Pal. germ. 663. |
| Cpg 566      | Michael Breitschwert: Predigten („Vierter Brotkorb“, unvollständig) | Heidelberg (?), zwischen 1562 und 1565 | Papier | 406 Blatt | 21–22 × 16–16,7 | Digitalisat |
| Cpg 567      | Erbauungsbuch | Augsburg (?), 1439 | Papier | 283 Blatt | 21 × 15 | Digitalisat |
| Cpg 568      | Michael Breitschwert: Auslegung der Psalmen (Ps 22–38, „Fünfter Brotkorb“) | Heidelberg (?), um 1565 | Papier | 247 Blatt | 21,5 × 17 | Digitalisat |
| Cpg 569      | Fragstücke zur Ubiquität und zum Abendmahl | Kurpfalz (?), 4. Viertel 16. Jh. | Papier | 26 Blatt | 21,2 × 16 | Digitalisat |
| Cpg 570      | Heinrich Seuse: Büchlein der ewigen Weisheit mit Die 100 Betrachtungen; Horologium sapientiae II,7 (deutsche Bearbeitung: Bruderschaft der ewigen Weisheit; Auszug) | Schwaben (Augsburg?), 1497 | Papier | 111 Blatt | 22–22,4 × 15,5–16 | Digitalisat |
| Cpg 571      | Lektionar; Jörg Mülich: Pilgerreise nach Jerusalem u. a. | Augsburg (?), 1422 bis nach 1449 | Papier | 223 Blatt | 21,5 × 15,5 | Digitalisat |
| Cpg 572      | Auslegung des Matthäusevangeliums | Nordböhmen, 2. Viertel 16. Jh. | Papier | 486 Blatt | 21–21,5 × 16–17 | Digitalisat |
| Cpg 573      | Hieronymus Spartanus: Dicta und Exzerpte Martin Luthers u. a. | Basel (?) / Südwestdeutschland (?), um 1550 | Papier | 134 Blatt | 19 × 14 | Digitalisat |
| Cpg 574      | Ortolf von Baierland: Arzneibuch; Korpus der Klostermedizin | nördlicher Bodenseeraum, um 1507 | Papier | 120 Blatt | 22,3 × 15,4 | Digitalisat |
| Cpg 575      | Medizinisch-astronomisch-astrologische Sammelhandschrift | nördlicher Bodenseeraum (Konstanz?), 1459 | Papier | 119 Blatt | 22 × 15,7 | Digitalisat |
| Cpg 576      | Kaufmännisches Kontobuch | Österreich (Kärnten/Steiermark), 1540–1544 | Papier | 150 Blatt | 21,5 × 15 | Digitalisat |
| Cpg 577      | Meister Alexanders Monatsregeln; Aderlass- und Pesttraktat; Esdras’ Weissagungen; Kalender | Diözese Freising (?), 2. Hälfte 15. Jh. | Papier | 23 Blatt | 21,2 × 15,1 | Digitalisat |
| Cpg 578      | Johannes Eichhorn von Gelnhausen: Zwei Predigten (Gespräche) | Bellheim (?), 1579 | Papier | 69 Blatt | 22,2 × 16,2 | Digitalisat |
| Cpg 579      | Register zu medizinischen Handschriften | Heidelberg (?), 1527 | Papier | 38 Blatt | 22,1 × 15,7 | Digitalisat |
| Cpg 580      | Kochbuch | Rheinhessen, um 1570/80 | Papier | 36 Blatt | 21 × 16,5 | Digitalisat |
| Cpg 581      | Probierbuch | Tirol (?), um 1530 | Papier | 76 Blatt | 22,5 × 16 | Digitalisat |
| Cpg 582      | Medizinische Rezeptsammlung (Gynäkologie, Geburtshilfe, Kinderkrankheiten) | Kaiserslautern (?), um 1583 | Papier | 52 Blatt | 21,5 × 17 | Digitalisat |
| Cpg 583      | Nikolaus Frauenlob von Hirschberg: Kräuterbuch; medizinische Rezeptsammlungen; Kochbuch; Ordnung der Gesundheit; theologische Texte | Mattighofen, 1482–1486 | Papier | 163 Blatt | 21 × 14 | Digitalisat |
| Cpg 584      | Geomantie (Hugo Sanctallensis u. a., deutsch); Prognostische Texte; Kalender (deutsch) | Ostfranken, nach 1456 | Papier | 205 Blatt | 26,5 × 20,9 | Digitalisat |
| Cpg 585      | Feuerwerkbuch von 1420 (am Ende unvollständig?) | Schwaben, um 1440 | Papier | 40 Blatt | 21,8 × 18 | Digitalisat |
| Cpg 586      | Rezeptsammlung (medizinische und Kochrezepte); Kochbuch | Mitteldeutschland, 3. Viertel 16. Jh. | Papier | 46 Blatt | 20,3 × 16 | Digitalisat |
| Cpg 587      | Elisabeth von Pfalz-Lautern: Gebetbuch | Dresden (?), um 1565 | Papier | 58 Blatt | 20,1 × 15,8 | Digitalisat |
| Cpg 588      | Salomon Codomann: Predigten (Handschrift und Druck) | Amberg, 1596 | Papier | 48 Blatt (an Druck) | 19,9 × 15,7 | Digitalisat |
| Cpg 589      | Verzeichnis der Bücher aus dem Nachlass des Hans Sick | Augsburg, 1572 | Papier | 34 Blatt | 21,5 × 16 | Digitalisat |
| Cpg 590      | Walther Hermann Ryff: Destillierbuch; Hans von Gersdorff: Wundarznei; Medizinische Rezepte | Halle/S. (?), 2. Viertel 16. Jh. | Papier | 143 Blatt | 21,3 × 16,5 | Digitalisat |
| Cpg 591      | Simon Sulzer: Abendmahlsbekenntnis u. a. | Heidelberg (?), zwischen 1578 und 1582 | Papier | 50 Blatt | 20,3 × 15,6 | Digitalisat |
| Cpg 592      | Ordnung der Gesundheit | Konstanz (?), 1472 | Papier | 91 Blatt | 22 × 15,5 | Digitalisat |
| Cpg 593      | Graf von Schlick: Medizinische Rezeptsammlung | Kaiserslautern (?) / Heidelberg (?), 1576 | Papier | 64 Blatt | 21,6 × 16,2 | Digitalisat |
| Cpg 594      | Kochbuch | Augsburg (?), 1574 | Papier | 226 Blatt | 18,5 × 14,5 | Digitalisat |
| Cpg 595      | Gespräch zwischen Vater und Sohn über Alchemie | Braunschweig (?), um 1575 | Papier | 278 Blatt | 21,4 × 16,3 | Digitalisat |
| Cpg 596      | Richard von Pfalz-Simmern: Medizinische Rezeptsammlung | Waldsassen (?), Amberg (?), wenig nach 1565 | Papier | 186 Blatt | 19,6 × 15,4 | Digitalisat |
| Cpg 597      | Cisioianus; Sammlung alchemistischer und medizinischer Rezepte und Traktate | Ostbayern, 1426 | Papier | 96 Blatt | 22,5 × 15,5 | Digitalisat |
| Cpg 598      | Sammlung alchemistischer Texte | Heidelberg, 1574 | Papier | 180 Blatt | 20 × 15,7 | Digitalisat |
| Cpg 599      | Rezeptsammlungen (medizinische und Kochrezepte) | Heidelberg (?) / Kaiserslautern (?), um 1579 | Papier | 102 Blatt | 21,5 × 16 | Digitalisat |